# River of Dreams
River of Dreams — двенадцатый студийный альбом американского певца и автора песен Билли Джоэла, выпущенный 10 августа 1993 года. River of Dreams отличается более серьёзным звучанием по сравнению с предыдущими альбомами Джоэла и затрагивает темы доверия и вечной любви. Ходили слухи, что темы доверия и предательства, особенно в текстах песен «A Minor Variation» и «The Great Wall of China», связаны с юридическими спорами Джоэла с его бывшим менеджером и шурином Фрэнком Вебером, который, по некоторым данным, присвоил миллионы долларов Билли и использовал сомнительные методы бухгалтерского учёта, чтобы скрыть это. River of Dreams — четвёртый и последний альбом Джоэла, занявший первое место в чарте Billboard 200 и удерживавший эту позицию 3 недели подряд.
Обложку альбома нарисовала вторая жена Джоэла, Кристи Бринкли. В 1993 году Rolling Stone присудил ей награду Top Picks за «Лучшую обложку альбома года». Однако в 2024 году журнал поставил её на последнее место в списке «50 худших обложек альбомов всех времён».

## Об альбоме
Летом 1992 года Билли Джоэл провёл несколько сессий по написанию и записи песен на Шелтер-Айленде, штат Нью-Йорк; в результате этих сессий было записано 7 треков, спродюсированных самим Джоэлом.
Джоэл был недоволен результатом, поэтому по рекомендации Дона Хенли он пригласил сессионного гитариста Дэнни Корчмара, чтобы тот ещё раз попробовал сыграть эти песни. Корчмар согласился продюсировать альбом при условии, что ему разрешат использовать сессионных музыкантов для записи, на что Джоэл согласился. Только одна песня сессий на Шелтер-Айленде, «Shades of Grey», вошла в финальную версию альбома в том виде, в котором её спродюсировали.
В интервью 2018 года для Vulture Джоэл выразил разочарование тем, что альбом не принёс ни одного хита, кроме заглавной песни. Он также объяснил своё решение перестать выпускать поп-альбомы отсутствием ротации на радио.
Дело в том, что я вложил много сил в River of Dreams, но бизнес как будто оставил меня позади, потому что в альбоме есть хорошие песни, которые так и не стали популярными. Поэтому я сказал: «Какой смысл заставлять себя писать и записывать, если это не значит того, что должно значить в этом мире?»

## Список композиций
Все песни написаны Билли Джоэлом.
1. «No Man's Land» – 4:48
2. «The Great Wall of China» – 5:45
3. «Blonde Over Blue» – 4:55
4. «A Minor Variation» – 5:36
5. «Shades of Grey» – 4:10
6. «All About Soul» – 6:01
7. «Lullabye (Goodnight, My Angel)» – 3:32
8. «The River of Dreams» – 4:05
9. «Two Thousand Years» – 5:19
10. «Famous Last Words» – 5:01

## A Voyage on the River of Dreams
«A Voyage on the River of Dreams» — австралийский бокс-сет из трёх компакт-дисков, выпущенный в 1994 году. В него вошёл студийный альбом River of Dreams, концертный диск с шестью треками, записанными во время тура River of Dreams в 1993–94 годах, и диск с вопросами и ответами, записанный в Принстонском университете. Этот бокс-сет попал в чарты Австралии (33-е место) и Новой Зеландии (47-е место) — единственных стран, помимо Японии, где он был официально выпущен.
Первый диск (River of Dreams — студийный альбом) — в соответствии с оригинальным альбомом.
Второй диск (Billy Joel Live)
Все песни написаны и сочинены Билли Джоэлом, кроме отмеченных
1. «Goodbye Yellow Brick Road» (Элтон Джон/Берни Топин) — 5:08
2. «No Man's Land» — 5:44
3. «The Ballad of Billy the Kid» — 5:52
4. «Lullabye (Goodnight, My Angel)» — 3:40
5. «The River of Dreams» — 5:28
6. «A Hard Day's Night» (Леннон — Маккартни) — 3:20

Третий диск (диск с вопросами и ответами)
1. «Вопросы и ответы, записанные в Принстонском университете»

## Участники записи
Музыканты
- Билли Джоэл — ведущий вокал, клавинет (треки 1, 4), орган Хаммонда (1, 4, 6, 8, 10), акустическое фортепиано (2, 6–10), орган (2, 9), бэк-вокал (2), синтезаторы (3, 8), клавишные (5)
- Джефф Джейкобс — синтезаторы (2), дополнительное программирование (8)
- Томми Бирнс — гитары (1, 3, 5, 6)
- Дэнни Корчмар — гитары (1–4, 6, 8–10)
- Лесли Уэст — гитары (1, 2, 4)
- Майк Тайлер — гитары (8)
- Томас Стивенс — бас (1, 2, 4, 6, 9, 10)
- Лонни Хиллиер — бас-гитара (3, 8)
- Шайлер Дил — бас-гитара (5)
- Джефф Ли Джонсон — бас-гитара (8)
- Чак Трис — бас-гитара (8)
- Закари Элфорд — ударные (1, 2, 3, 4, 6, 8)
- Либерти ДеВитто — барабаны (5)
- Стив Джордан — ударные (9, 10)
- Джим Сапорито — перкуссия (2)
- Энди Кравиц — перкуссия (8)
- Арно Хехт — баритон-саксофон (4)
- Ричи Канната — саксофон-тенор (4)
- Освальдо Мелиндес — тромбон (4)
- Лоуренс Эткин — труба (4)
- Ира Новорождённая — оркестровки (2, 6–8)
- Льюис Дель Гатто — руководитель оркестра (2, 6–8)
- Фрэнк Симмс — бэк-вокал (1, 2, 8)
- Джордж Симмс — бэк-вокал (1, 2, 8)
- Color Me Badd — приглашённые вокалисты (6)
- Врэсия Форд — бэк-вокал (6, 8)
- Марлон Сондерс — бэк-вокал (6, 8)
- Кристал Талиферо — бэк-вокал (6, 8), аранжировка вокала (6, 8)
- Б. Дэвид Уитворт — бэк-вокал (6, 8)
- Кертис Рэнс Кинг-младший — дирижёр хора и подрядчик (6)
- Хор в песне «All About Soul» — Филлип Баллоу, Катрис Барнс, Деннис Коллинз, Уилл Даунинг, Фрэнк Флойд, Дайан Гаристо, Стефани Джеймс, Девора Джонсон, Марлон Сондерс и Корлисс Стаффорд

Технический
- Дэнни Корчмар — продюсер (треки 1–4 и 6–10)
- Билли Джоэл — продюсер (5)
- Дэвид Тоунер — сопродюсер (5)
- Джо Николо — сопродюсер (8)
- Дон ДеВито — A&R
- Билл Зампино — координатор производства
- Карл Глэнвилл — инженер (1–7, 9 и 10)
- Джо Николо, Фил Николо — инженеры (8)
- Дэн Хетцель и Брайан Виббертс — помощники звукорежиссёра (1–7, 9 и 10)
- Дик Гробелни — помощник звукорежиссёра (8).
- Джей Хили, Брэдшоу Ли, Боб Трэшёр, Дэйв Уилкерсон — запись
- Нико Болас — сведение (1–4, 6, 7, 9, 10)
- Дэвид Тоунер — сведение (5)
- Джо Николо, Фил Николо — сведение (8)
- Дик Гробелни — помощник по сведению (8)
- Тед Дженсен — мастеринг
- Эндрю Бейкер, Лестер Бейлинсон, Стив Брамберг, Лора Делия, Джон «Джей Ди» Дворкоу, Грег Гарланд, Питер Гудрич, Дэвид Хьюитт, Дэйв Хофбауэр, Дуг Клигер, Хоуи Мендельсон, Ларри ДеМарко, Арти Смит, Кортни Спенсер — техническая поддержка
- Джефф Шок — искусство и коммерция
- Кристофер Остопчук — художественное оформление
- Кристи Бринкли — обложка
- Сара Ротман — дизайн
- Глен Эрлер — фотография

## Награды и номинации

### Номинация «Грэмми»
| Год  | Номинируемая работа   | Категория                                                  | Результат |
| ---- | --------------------- | ---------------------------------------------------------- | --------- |
| 1994 | River of Dreams       | Премия «Грэмми» за лучший альбом года                      | Номинация |
| 1994 | «The River of Dreams» | Премия «Грэмми» за лучшую песню года                       | Номинация |
| 1994 | «The River of Dreams» | Премия «Грэмми» за лучшую запись года                      | Номинация |
| 1994 | «The River of Dreams» | Премия «Грэмми» за лучшее мужское вокальное поп-исполнение | Номинация |

## Позиции в чартах
| Чарт (1993–94)                      | Позиция |
| ----------------------------------- | ------- |
| Австралия (ARIA)                    | 1       |
| Австрия (Ö3 Austria)                | 2       |
| Канада (RPM Top Albums/CDs)         | 6       |
| Дания (IFPI)                        | 8       |
| Нидерланды (Album Top 100)          | 23      |
| Европа (European Top 100 Albums)    | 6       |
| Финляндия (Suomen virallinen lista) | 21      |
| Германия (Offizielle Top 100)       | 2       |
| Венгрия (MAHASZ)                    | 33      |
| Исландия (Tónlist)                  | 4       |
| Ирландия (IRMA)                     | 9       |
| Италия (Musica e Dischi)            | 17      |
| Япония (Oricon)                     | 3       |
| Новая Зеландия (RMNZ)               | 1       |
| Норвегия (VG-lista)                 | 9       |
| Португалия (AFP)                    | 6       |
| Испания (PROMUSICAE)                | 19      |
| Швеция (Sverigetopplistan)          | 30      |
| Швейцария (Schweizer Hitparade)     | 2       |
| Великобритания (UK Albums Chart)    | 3       |
| США (Billboard 200)                 | 1       |
| Зимбабве (ZIMA)                     | 3       |

| Чарт (1993)                      | Позиция |
| -------------------------------- | ------- |
| Австралия (ARIA)                 | 7       |
| Австрия (Ö3 Austria Top 40)      | 14      |
| Канада (RPM)                     | 27      |
| Нидерланды (MegaCharts)          | 89      |
| Европа (European Top 100 Albums) | 27      |
| Германия (Offizielle Top 100)    | 21      |
| Япония (Oricon)                  | 79      |
| Новая Зеландия (RIANZ)           | 18      |
| Швейцария (Schweizer Hitparade)  | 17      |
| Великобритания (OCC)             | 43      |
| США (Billboard 200)              | 23      |

## Сертификация
| Регион | Сертификация  | Продажи    |
| --- | ------------- | ---------- |
| Австралия (ARIA) | 3× Платиновый | 210 000^   |
| Австрия (IFPI Austria)                                                                                                   | Платиновый    | 50 000*    |
| Канада (Music Canada) | 3× Платиновый | 300 000^   |
| Германия (BVMI) | Платиновый    | 500 000^   |
| Япония (RIAJ) | Платиновый    | 241,000    |
| Нидерланды (NVPI) | Золотой       | 50 000     |
| Новая Зеландия (RMNZ) | Платиновый    | 15 000^    |
| Швеция (GLF) | Золотой       | 50 000^    |
| Швейцария (IFPI Switzerland)                                                                                             | Платиновый    | 50 000^    |
| Великобритания (BPI) | Платиновый    | 300 000^   |
| США (RIAA) | 5× Платиновый | 5 000 000^ |
| * Данные о продажах приведены только на основе сертификации. ^ Данные о тиражах приведены только на основе сертификации. |               |            |